# Acrisius gibbipennis
Acrisius gibbipennis är en insektsart som först beskrevs av Walker 1858.  Acrisius gibbipennis ingår i släktet Acrisius och familjen sköldstritar. Inga underarter finns listade i Catalogue of Life.